# O dwóch takich, co nic nie ukradli
O dwóch takich, co nic nie ukradli – polski film komediowy z 1999 roku w reżyserii Łukasza Wylężałka.
Okres zdjęciowy trwał od sierpnia do września 1998. Zdjęcia do filmu były realizowane we Władysławowie, Rozewiu, Gdyni i Pucku.

## Fabuła
Prowincjonalne, nadmorskie miasteczko Cierpie Dolne. Studentka dziennikarstwa Magda przyjeżdża w ramach praktyk, aby prowadzić audycje w miejscowym radiu. Pierwszy wywiad przeprowadza z porucznikiem policji Tucznikiem, również praktykantem. Biznesmen Wyjątek i burmistrz mają problemy z synami – Mopsem i Kiciusiem, którzy nagminnie porzucają rozebrane dziewczyny w lesie. Barmanka fałszywie oskarżyła Mopsa i Kiciusia o gwałt, a za milczenie otrzymała od Wyjątka pieniądze. Tymczasem sprawa zatuszowania rzekomego gwałtu komplikuje się.

## Obsada aktorska
- Witold Dębicki – biznesmen Wyjątek
- Grzegorz Warchoł – szef policji
- Anna Samusionek – Magdalena
- Krzysztof Zaleski – burmistrz Rączka
- Ewa Kasprzyk – żona burmistrza
- Maciej Stuhr – Kiciuś
- Dariusz Szymaniak – Mops
- Sławomir Orzechowski – Bojarski
- Aleksandra Nieśpielak – barmanka
- Piotr Fronczewski – ojciec barmanki
- Jerzy Bińczycki – „Papa Skaut”
- Paweł Burczyk – porucznik Tucznik
- Jerzy Łapiński – rzeźnik
- Wiktor Zborowski – ksiądz
- Rudolf Schubert – konferansjer
- Edyta Łukaszewska – Beata
- Adam Trela – Adam
- Krzysztof Skiba – sierżant Stanik
- Stanisław Michalski – Kawecki
- Igor Michalski – skaut